# Scranton/Wilkes-Barre Red Barons

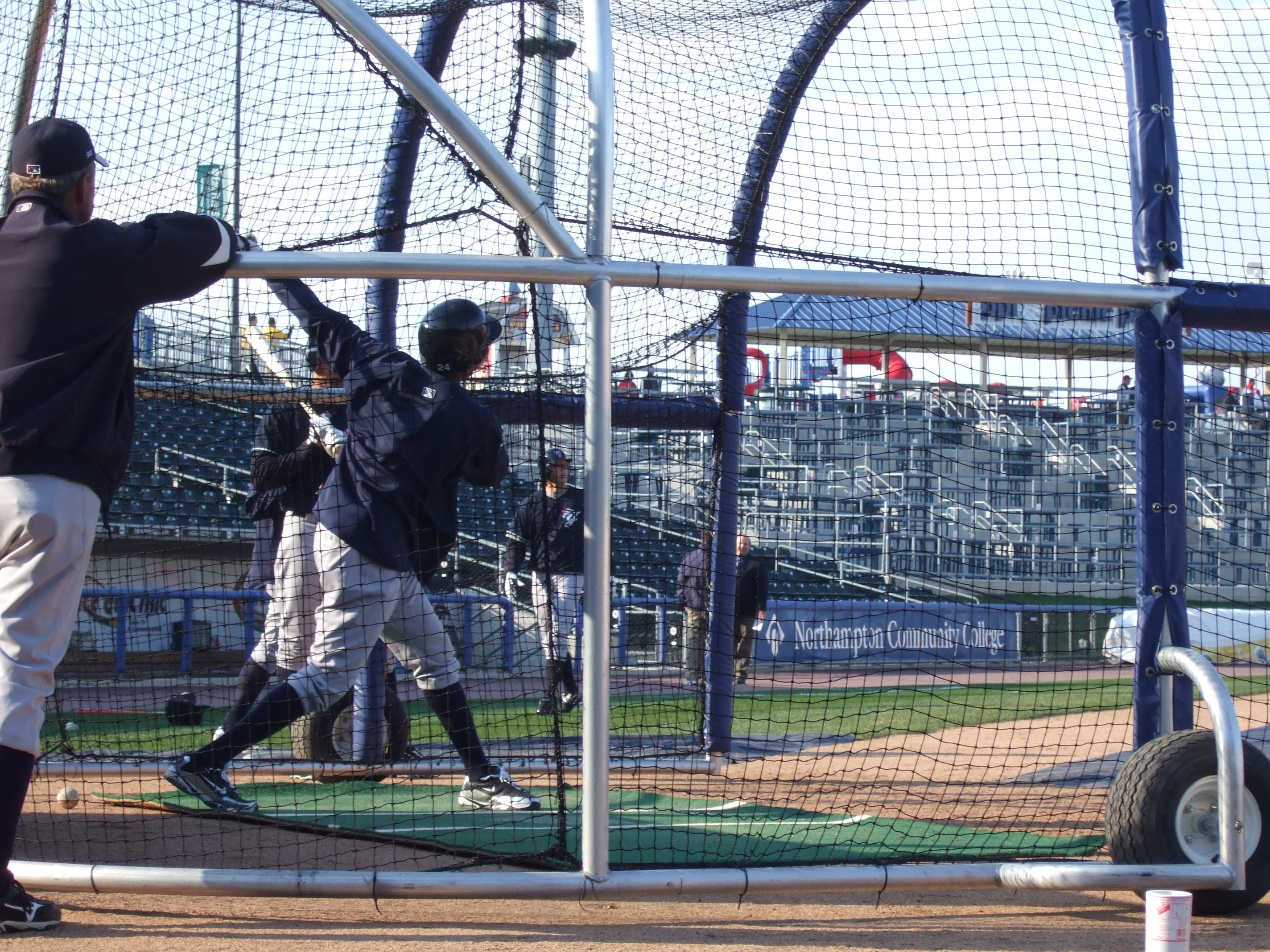
Scranton Yankees in actie

De Scranton/Wilkes-Barre RailRiders is een Minor league baseballteam uit Scranton en Wilkes-Barre, Pennsylvania. Ze spelen in de North Division van de International League. Hun stadion heet Lackawanna County Stadium. Ze zijn verwant aan de Philadelphia Phillies. Op 21 september 2006 is de naam veranderd in Scranton/Wilkes-Barre Yankees en zijn ze verwant aan de New York Yankees.

## Vroegere namen
- Scranton/Wilkes-Barre Red Barons: 1989 - 2006
- Scranton/Wilkes-Barre Yankees: 2007 - 2012
- Scranton/Wilkes-Barre RailRiders: 2013 - heden

## Titels
De RailRiders hebben de Governors' Cup nog nooit gewonnen, maar hebben wel 3 keer om het kampioenschap gespeeld.
- 1992 - Verloren van de Columbus Clippers
- 2000 - Verloren van de Indianapolis Indians
- 2001 - Verloren van de Louisville Bats

Als de Charleston Charlies hebben de één keer de Governor's Cup gewonnen en er twee keer voor gespeeld.
- 1973 - Verloren van de Pawtucket Red Sox
- 1977 - Gewonnen van de Pawtucket Red Sox

Als de Maine Guides hebben ze éé keer om het kampioenschap gespeeld, maar niet gewonnen.
- 1984 - Verloren van de Pawtucket Red Sox